# Turmhügel Seubersdorf
Der Turmhügel Seubersdorf ist eine abgegangene hochmittelalterliche Turmhügelburg (Motte) unbekannter ständischer Zuordnung im Zentrum des zu Weismain gehörenden Dorfs Seubersdorf im Landkreis Lichtenfels in Bayern, Deutschland. Auf dem noch erhaltenen Hügel befindet sich heute die katholische Kapelle St. Michael. Der Hügel ist als Bodendenkmal unter der Nummer D-4-5933-0036 geschützt. Ein zweiter Turmhügel in Seubersdorf (Turmhügel Seubersdorf II) befindet sich am südöstlichen Ortsrand.

## Geschichte
Die Turmhügelburg wurde im 11. Jahrhundert als Teil einer Kette kleiner Befestigungsanlagen, zusammen mit der Burg Lindenberg, dem Turmhügel Zultenberg, dem Turmhügel Wölkendorf und dem Turmhügel Burglesau errichtet. Im 14. Jahrhundert wurde sie zerstört.
Bei Ausgrabungen in den Jahren 1960 und 1961 wurden die Fundamente eines rechteckigen Gebäudes und Spuren eines Rundturms, der durch Brand zerstört worden sein muss, entdeckt.

## Beschreibung
Der Turmhügel hatte einen Durchmesser von etwa 25 Metern, bei einer Höhe von etwa einem Meter und war von einem vermutlich wassergefüllten Graben umgeben.